# Legend of Love
Legend of Love (sponsorisée H&M Legend of Love, et née le 2 avril 2006) est une jument de saut d'obstacles grise enregistrée au stud-book du cheval de sport allemand, montée par le cavalier belge Olivier Philippaerts.

## Histoire

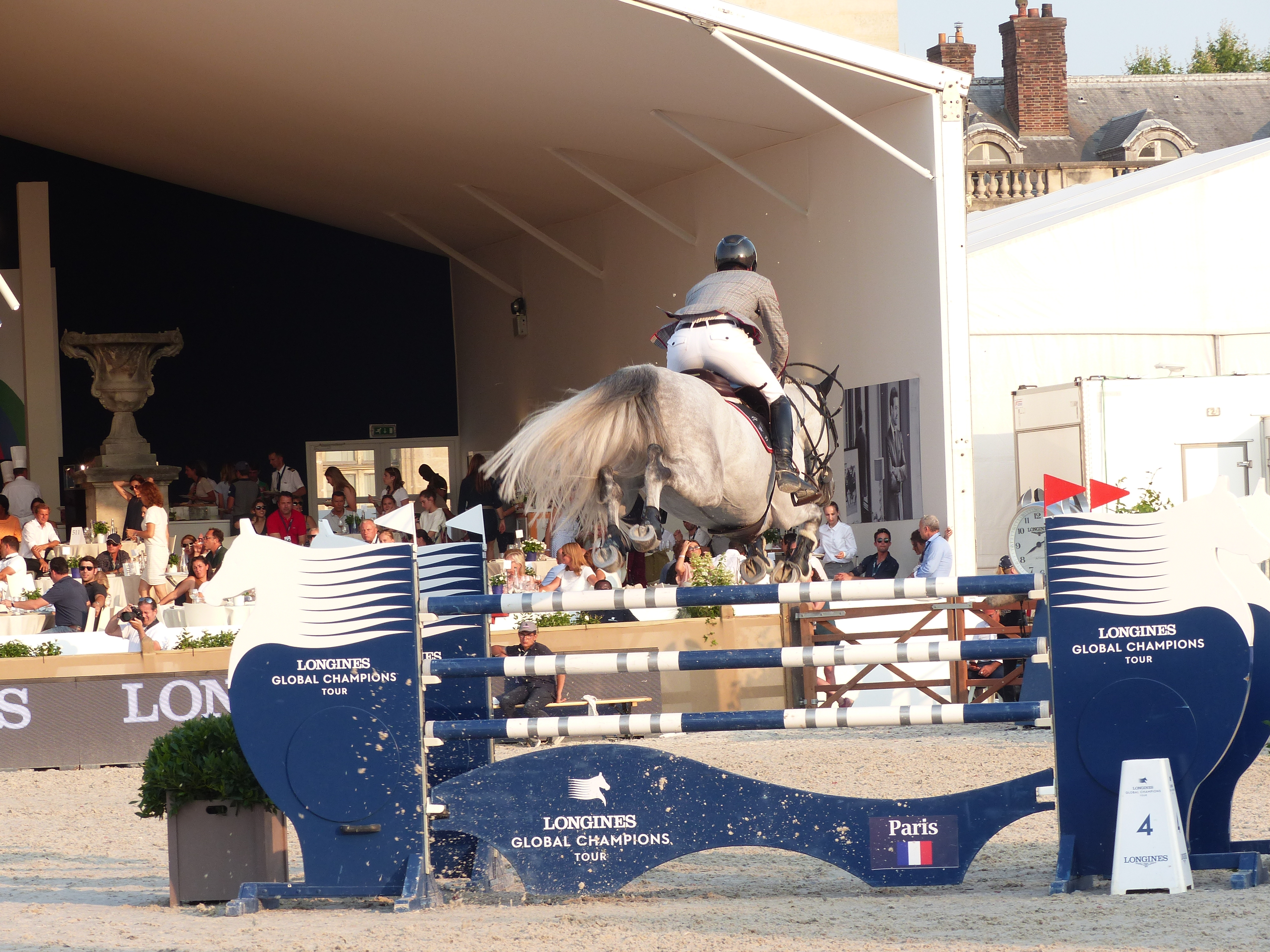
Legend of Love montée par Olivier Philippaerts au Paris Eiffel Jumping 2018.

Elle naît le 2 avril 2006 à l'élevage de Wolfgang Golibrzuch. Le cavalier belge Olivier Philippaerts la découvre à l'occasion d'un voyage d'affaires pour acheter des chevaux en Allemagne, l'apprécie et décide d'en acheter la moitié. La jument est sponsorisée par la maison H&M, soutien de la famille Philippaerts depuis des années, d'où un naming en « H&M Legend of Love ».
Elle débute les CSI2* à 1,30 m avec Olivier Philippaerts en 2014, à l'âge de 8 ans. Il lui faut environ deux ans pour s'habituer à sa jument, notamment à cause de la longueur de son encolure, qui le force à réviser sa façon de monter. Ils participent aux championnats d'Europe de saut d'obstacles de 2017, mais Legend of Love fait un refus durant les échauffements, provoquant une chute et le déboîtement de l'épaule de son cavalier. 
Second du GP 5* de Genève, il déclare que sa jument est un cheval d'avenir.

## Description
Legend of Love est une jument de robe grise, inscrite au stud-book du Cheval de sport allemand. Elle mesure 1,72 m. Son encolure est très longue, et elle porte sa tête haute et droite. De caractère très sensible, regardante et à l'affût, elle présente aussi beaucoup de sang. Elle se révèle rapide, bien que son galop ne soit pas très couvrant.

## Palmarès

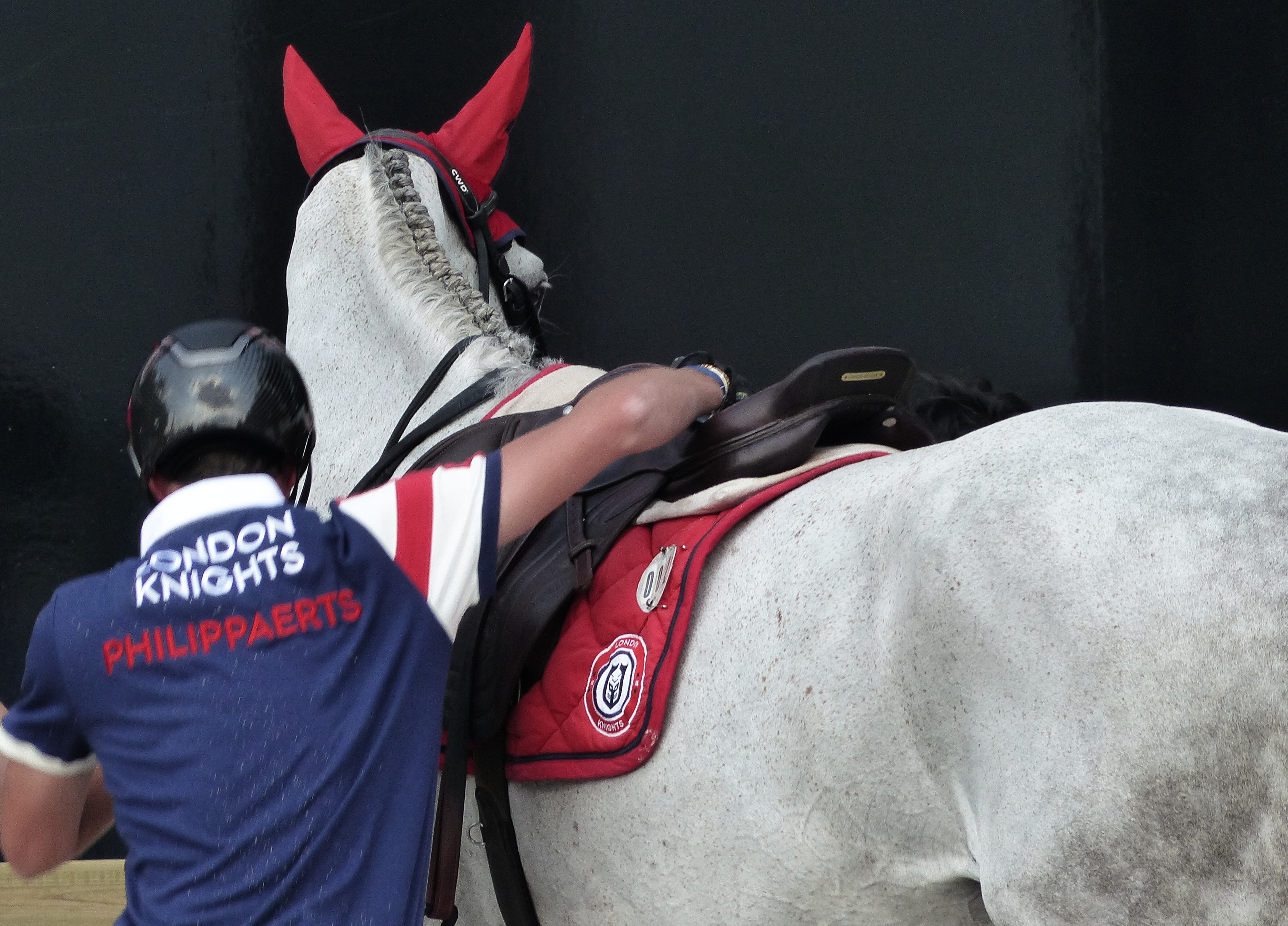
H&M Legend of Love et Olivier Philippaerts au Paris Eiffel Jumping 2018

Elle est 1535e du classement mondial des chevaux d'obstacle établi par la WBFSH en octobre 2014.
- Mars 2016 : vainqueur du CSI5* prix Audi (1,55 m) à Brabant
- Novembre 2017 : vainqueur du GP de Maastricht[8]
- 2018 : 5e de la finale de la Coupe du monde de saut d'obstacles 2017-2018 à Paris[1], après une 4e place lors de la seconde épreuve[10].
- Novembre 2018 : 3e du CSI5*-W de Lyon[1].
- Décembre 2018 : 9e du CSI5*-W de Melechen[1].

## Origines
Legend of Love est une fille de l'étalon Landzauber et de la jument Waldperle, par Corgraf.

## Descendance
Legend of Love a pouliné par accident : alors qu'elle était au paddock chez la mère de Nicola Philippaerts, âgée de 4 ans, l'étalon Chili Willi s'est échappé de son paddock et l'a saillie,. Mme Philippaerts ne dévoile l’incident que trois mois plus tard, conseillant à son fils de faire échographier la jument. Le poulain, nommé Child of Love, naît en 2012. Considéré à l'origine comme un accident de pâture, il se révèle être un jeune cheval de sport prometteur.